# Zaburzenia zachowania podczas snu REM
Zaburzenia zachowania w czasie snu REM, parasomnia snu REM (ang. rapid eye movement sleep behavior disorder, RBD) – zaburzenie snu z grupy parasomni, charakteryzujące się gwałtownymi ruchami podczas snu REM. Incydenty ruchowe towarzyszą żywym marzeniom sennym i odgrywają ich treść; mogą prowadzić do poważnych urazów u pacjenta jak i u śpiącej z nim osoby. Przyczyną RBD jest niekompletne wykształcenie fazy REM snu z okresowym brakiem atonii mięśniowej. Zaburzenie można traktować jako nakładanie się stanów snu REM i czuwania. Spowodowane jest uszkodzeniem struktur pnia mózgu odpowiedzialnych za atonię mięśniową w REM: jądra podsinawego i jądra półleżącego oraz ich połączeń z ciałem migdałowatym. W większości przypadków podłożem jest toczący się proces neurodegeneracyjny, najczęściej choroba Parkinsona. Od 15 do 60% pacjentów z chorobą Parkinsona ma objawy RBD.

## Objawy i przebieg
RBD objawia się złożoną aktywnością ruchową podczas snu. Wybudzona osoba często relacjonuje żywe marzenia senne, których treść odpowiada wykonywanym przez sen ruchom. Sny mogą być przykre, przerażające (często jest to atak ludzi lub zwierząt, przed którymi osoba się broni lub ucieka), ale mogą też być obojętne w treści. Pacjent może wypaść z łóżka, zerwać się i uciekać przed siebie, może pobić lub zranić siebie bądź osobę z nim śpiącą. Rzadko występują skargi na złą jakość snu i nadmierną senność w ciągu dnia. Objawy mogą mieć różne nasilenie, od jednego epizodu raz na kilka tygodni, do wielu epizodów w ciągu jednej nocy.

## Rozpoznanie
Kryteria według Międzynarodowej Klasyfikacji Zaburzeń Snu (ICSD-3):
1. Powtarzające się epizody wokalizacji i/ub złożonej aktywności ruchowej podczas snu
2. W badaniu polisomnograficznym objawy występują podczas snu REM lub na podstawie wywiadu przypuszcza się, że występują podczas snu REM
3. Polisomnografia wykazuje sen REM bez atonii mięśniowej
4. Zaburzenie nie da się lepiej wyjaśnić innymi zaburzeniami snu, chorobą psychiczną, używaniem leków lub substancji.

Kryteria według DSM-5:
1. Nawracające epizody wybudzenia ze snu z towarzyszącą wokalizacją i/lub złożoną aktywnością ruchową;
2. Epizody występują podczas snu REM, pojawiając się po co najmniej 90 minutach od zaśnięcia i z większą częstotliwością w końcowych fazach snu'
3. Po wybudzeniu się osoba nie jest splątana ani zdezorientowana, jest całkowicie wybudzona i zupełnie czujna;
4. Występuje jeden z objawów: wykazany w badaniu PSG sen REM bez atonii mięśniowej, lub wywiad sugerujący zaburzenie snu REM i ustalone rozpoznanie synukleinopatii (np. choroby Parkinsona, zaniku wieloukładowego)
5. Epizody powodują znaczące cierpienie (distres) lub upośledzenie w życiu społecznym, zawodowym oraz innych ważnych dziedzinach funkcjonowania
6. Zaburzenie nie może być wyjaśnione działaniem substancji (narkotyku lub leku)
7. Epizody nie mogą być wyjaśnione innym zaburzeniem psychicznym lub chorobą somatyczną.

### Rozpoznanie różnicowe
RBD różnicuje się z padaczką (w tym z nocną padaczką czołową, NFLE), zaburzeniami dysocjacyjnymi, symulacją.

## Etiologia
RBD dzielone jest na postać pierwotną (idiopatyczną) i wtórną (objawową). Może mieć przebieg ostry lub przewlekły.
Ostra postać niemal zawsze spowodowana działaniem leków hamujących sen REM (inhibitorów cholinesterazy, trójpierścieniowych leków przeciwdepresyjnych, inhibitorów MAO, SSRI) lub odstawieniem substancji (alkoholu, barbituranów, meprobamatu). Postać przewlekła towarzyszy zwykle chorobom ośrodkowego układu nerwowego, przede wszystkim neurodegeneracyjnym. Objawy RBD mogą wyprzedzać o wiele lat rozpoznanie choroby neurodegeneracyjnej i być objawem zwiastunowym. Opisano częste występowanie objawów RBD u pacjentów z chorobą Parkinsona, otępieniem z ciałami Lewy’ego (RBD jest objawem sugerującym w kryteriach rozpoznania otępienia z ciałami Lewy’ego), zanikiem wieloukładowym, rzadziej w postępującym porażeniu nadjądrowym, chorobie Alzheimera, zwyrodnieniu korowo-podstawnym, parkinsonizmie gwadelupskim.
Narkolepsja również jest czynnikiem ryzyka objawów RBD. RBD stwierdzano w pojedynczych przypadkach encefalomiopatii mitochondrialnej, limbicznego zapalenia mózgu, wodogłowia normotensyjnego, choroby Huntingtona, zespołu Tourette’a, choroby Machado-Josepha, stwardnienia rozsianego, zespołu Guillaina-Barrégo.
W przypadkach idiopatycznego RBD wywiad rodzinny często jest dodatni w kierunku domniemanego RBD, co sugeruje udział czynników genetycznych w rozwoju tej postaci zaburzenia.

## Epidemiologia
Częstość przewlekłej postaci RBD wzrasta z wiekiem. Objawy częstsze są u mężczyzn (80–90%). Rozpowszechnienie w populacji ogólnej szacuje się na 0,38%. Duże badanie ankietowe na grupie ponad 4900 osób w wieku 15–100 lat wykazało częstość gwałtownych zachowań podczas snu u 2%, z czego 25% prawdopodobnie spowodowane jest RBD, co daje rozpowszechnienie rzędu 0,5%. 

## Leczenie
W łagodzeniu objawów stosuje się benzodiazepiny, najczęściej klonazepam, przyjmowany przed snem. Wykazano skuteczność pramipeksolu i melatoniny. Ważne jest zabezpieczenie sypialni i ograniczenie ryzyka urazów.

## Historia
Pierwszą serię przypadków pacjentów z RBD przedstawili Mahowald i Schenck w latach 1986-1987. Odkrycie modelu zwierzęcego zaburzenia (koty z uszkodzeniem w obrębie nakrywki mostu) wyprzedziło opisanie choroby. W 1990 roku RBD znalazło się w pierwszej Międzynarodowej Klasyfikacji Zaburzeń Snu.